# ستيف كونوبكا
ستيف كونوبكا (بالإنجليزية: Steve Konopka)‏ هو لاعب كرة قدم أمريكية أمريكي، ولد في 12 مايو 1976.